# Helsingør Skole
Helsingør Skole er en folkeskole i Helsingør Kommune. Skolen består af 3 skoleafdelinger samt en specialskoleafdeling.
De fem skoleafdelinger er Skolen i Bymidten (0. - 9. klasse), Skolen ved Gurrevej (0. - 5. klasse), Nordvestskolen (6. - 9. klasse) og Nygård Skole. Skolen blev dannet i 2012, da byrådet i forbindelse med en kommunal omlægning af skolestrukturen vedtog at lægge de pågældende afdelinger sammen til en stor skole.